# Иван Лазаров (награда)
Националната награда за скулптура „Иван Лазаров“ е съществувала от 1973 до 1989 с названието Награда за скулптура „Иван Лазаров“. Тя е учредена съвместно от Съюза на българските художници, Община Кюстендил, Художествена галерия „Владимир Димитров – Майстора“ – град Кюстендил и Министерството на културата на Република България. Конкурсът е за награждаването е възобновен е през 2021 г.
През 2021 г. членове на журито, определено от СБХ, са: Любен Генов – председател на СБХ, проф. Христо Харалампиев, проф. Стефан Лютаков, проф. Петер Цанев, доц. Цветослав Христов, доц. Валентин Константинов и Десислава Дикова – главен експерт в отдел „Музеи, галерии и визуални изкуства“ в Министерството на културата.
За първи път наградата на името на академик Иван Лазаров е връчена през 1973 година. Носители са Димитър Бойков, Любомир Далчев, Величко Минеков, Димитър Димитров. Следващата 1974 година сред наградените е Валентин Старчев. През годините носители са Галин Малакчиев, Крум Дамянов, Секул Крумов, Борис Гондов и някои други, от които са удостоявани нееднократно. Имало е награждавания и на колективи от творци. Последната награда е връчена 1987 година на Павел Койчев, който е номиниран отново през 2021 г. при възобновяването на конкурса. За 2022 г. като носител е удостоен Ивайло Аврамов.